# فرودگاه دین‌بین‌فو
فرودگاه دین‌بین‌فو (به انگلیسی: Dien Bien Phu Airport) (به زبان بومی: Sân bay Điện Biên Phủ) یک فرودگاه همگانی با کد یاتا DIN است که یک باند فرود بتن دارد و طول باند آن ۱۸۳۰ متر است. این فرودگاه در شهر دین‌بین‌فو کشور ویتنام قرار دارد و در ارتفاع ۴۹۱ متری از سطح دریا واقع شده‌است.

## شرکت‌های هواپیمایی و مقصدهای پروازی
| شرکت‌های هواپیمایی | مقصدهای پروازی |
| ----------------- | -------------- |
| ویتنام ایرلاینز   | نوا به         |